# Апуанські Альпи

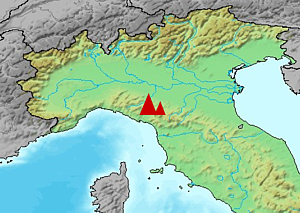
Апуанські Альпи

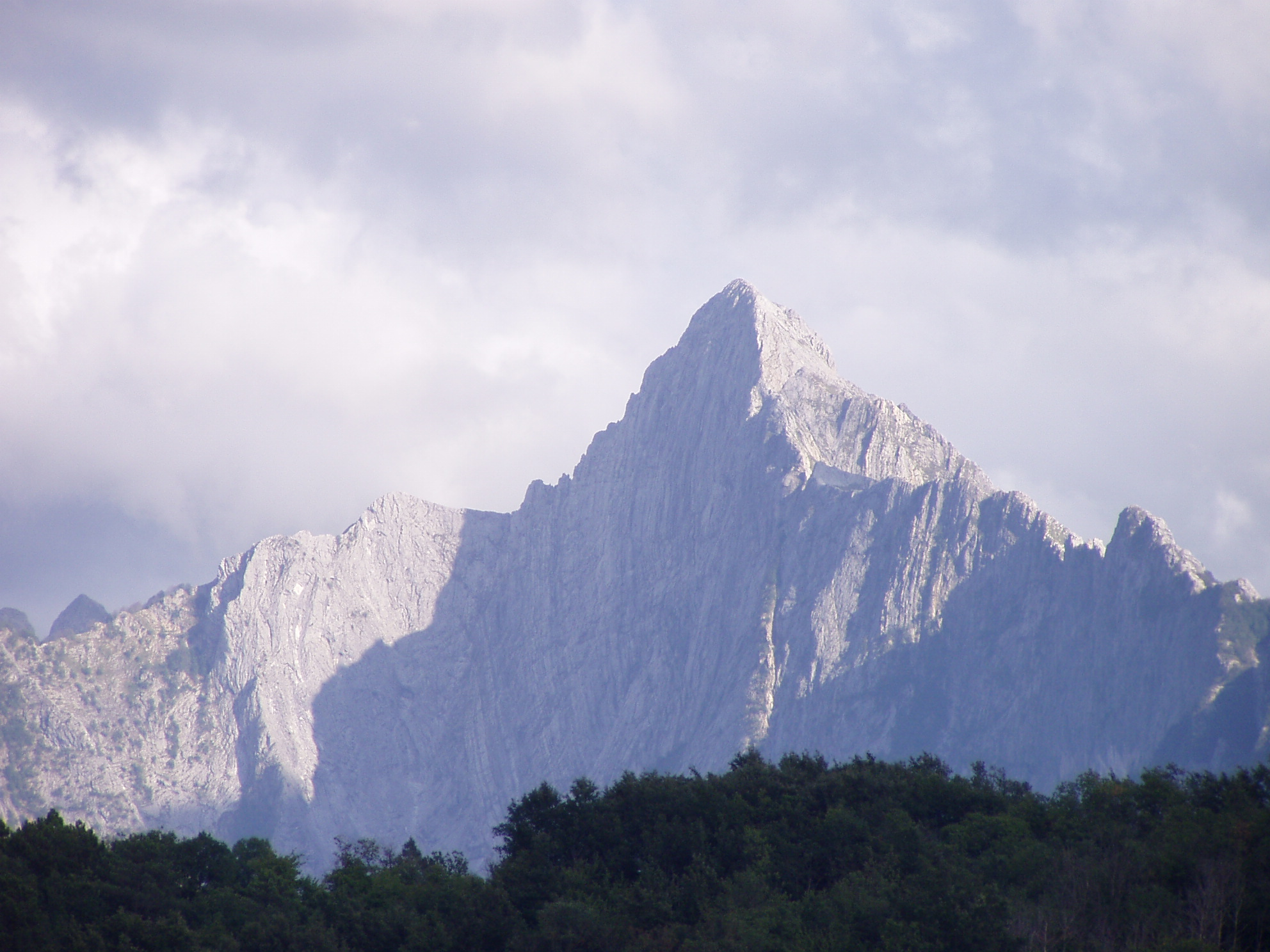
Піццо-Дучелло

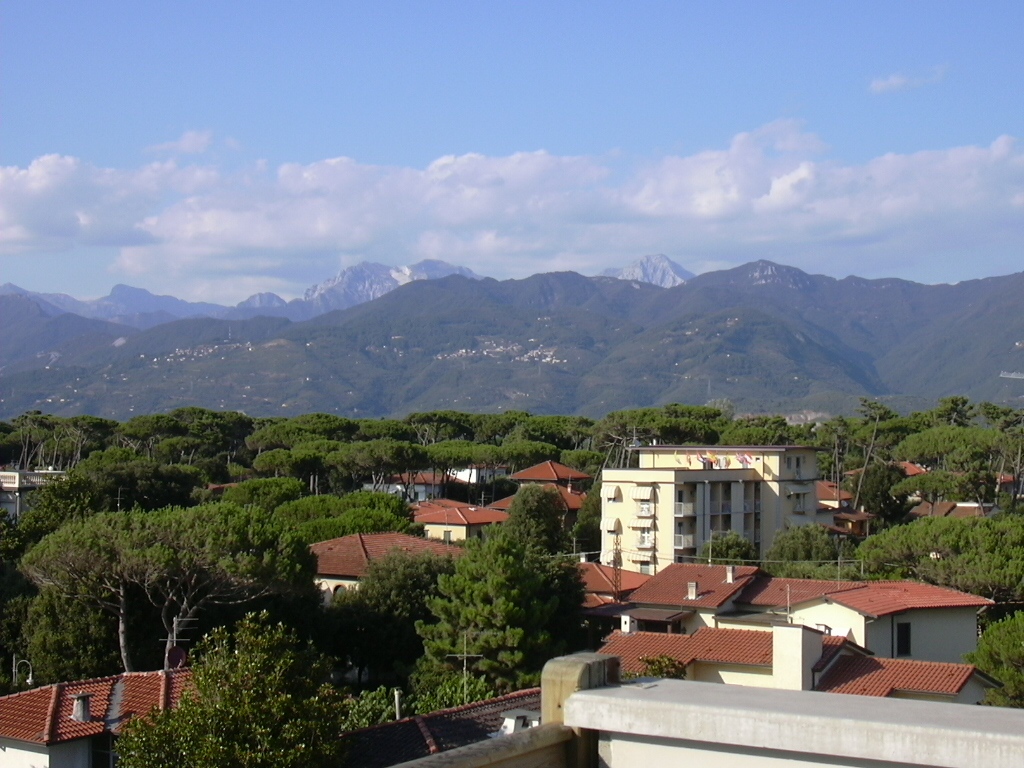
Вигляд з П'єтрасанта

Апуанські Альпи (італ. Alpi Apuane) — гірський хребет в Італії, в північній Тоскані. Частина системи Апеннінських гір.
Апуанські Альпи сформувалися в середині тріасового періоду, дещо раніше, ніж інша частина Апеннін. Тут поширені карстові форми рельєфу, а також мармурові скелі (знаменитий каррарський мармур, який вважається одним з найцінніших сортів у світі).
Найвища точка хребта — пік Монте-Пізаніно (1946 м).

## Головні вершини
- Монте-Пізаніно (1946 м)
- Монте-Тамбура (1890 м)
- Монте-Кавалло (1888 м)
- Паніа-делла-Кроце (1858 м)
- Монте-Гронділіце (1808 м)
- Монте-Контраріо (1788 м)
- Піццо-Дучелло (1781 м)
- Монте-Сумбра (1765 м)
- Монте-Сагро (1749 м)